# NGC 3501
NGC 3501 este o galaxie spirală situată în constelația Leul. A fost descoperită în 1881 de către Édouard Stephan⁠(d). Se află la o distanță de 23,55 de megaparseci de Pământ.